# Đặng Tích Hầu
Đặng Tích Hầu (Chinese: 邓锡侯; 1889–1964) là một tướng lĩnh và chính trị gia Trung Hoa.

## Tiểu sử
Đặng sinh năm 1889, tại Doanh Sơn, Tứ Xuyên, Trung Hoa. Năm 1906, ông được nhận vào trường quân sự Tứ Xuyên, và năm 1909 tốt nghiệp, rồi vào học tại trường quân sự Nam Kinh. Trong Cách mạng Tân Hợi, ông bỏ học và trở về Tứ Xuyên. Sau khi Trung Hoa Dân Quốc thành lập, Đặng gia nhập Sư đoàn 4 Tứ Xuyên của Lưu Tồn Hậu. Ông nhanh chóng lên chức sĩ quan tiểu đoàn, Đại đội trưởng, rồi Tiểu đoàn trưởng.
Năm 1917, ông trở thành Tư lệnh Lữ đoàn 5. Tháng 2 năm 1918, Hùng Khắc Vũ bổ nhiệm ông làm Tư lệnh Lữ đoàn độc lập. Từ 1920-1923, ông tham gia chiến tranh quân phiệt tại Vân Nam, Quý Châu và Tứ Xuyên và được bổ nhiệm Tư lệnh Sư đoàn 3. Ngày 10 tháng 12 năm 1923, Chính phủ Bắc Kinh phe Trực Lệ thăng Đặng lên cấp tướng. Tháng 5 năm 1924, ông được Chính phủ Bắc Kinh bổ nhiệm làm Chủ tịch tỉnh Tứ Xuyên.
Năm 1926, Đặng đem quân gia nhập Quân đội Cách mạng Quốc dân, được thăng chức Tư lệnh Binh đoàn 28 và chức Đốc quân từ 1926 - 1927. Ông được cử chỉ huy Binh đoàn 45 năm 1927, với vỏ bọc là Giám đốc Phòng Tài chính Tứ Xuyên. Năm 1928, ông trở thành Tư lệnh Lộ quân 14.
Khi Chiến tranh Trung-Nhật lần thứ hai bắt đầu năm 1937, Đặng trở thành Tư lệnh Quân đoàn 4 rồi Quân đoàn 45, quân đoàn này tham chiến trong Trận Từ Châu năm 1938. Tại đó ông được thăng chức Tham mưu trưởng Tập đoàn quân 22, hợp thành từ các sư đoàn quân Tứ Xuyên đánh Nhật trong trận Đài Nhi Trang. Lực lượng của ông phòng thủ Lâm Chương và Đặng Huyện, phía bắc Đài Nhi Trang. Từ 1939 – 1945, ông cũng là Ủy viên Quân vụ Tứ Xuyên và Tân Cương.
Trong Nội chiến Trung Hoa, Đặng được bổ nhiệm làm Thống đốc và Chủ tịch Chính phủ tỉnh Tứ Xuyên từ năm 1947 - 1948. Đặng, cùng các tướng Lưu Văn Huy và Pan Wenhua, đầu hàng quân Cộng sản tại Bành Huyện, Tứ Xuyên. Ông quản lý Bộ Thủy điện sau khi phe Cộng sản chiến thắng, rồi trở thành Phó chủ tịch tỉnh Tứ Xuyên. Ông chết ngày 30 tháng 3 năm 1964, tại Thành Đô, Tứ Xuyên.